# Niviventer fraternus
Niviventer fraternus is een knaagdier uit het geslacht Niviventer dat voorkomt in de bergen van West-Sumatra. Deze soort wordt meestal gezien als een ondersoort van Niviventer rapit uit Borneo, maar de derde editie van het gezaghebbende Mammal Species of the World had N. fraternus als een aparte soort. N. fraternus is kleiner dan N. cameroni, maar groter dan of even groot als N. rapit. Ook heeft N. fraternus een wijdere zygomatische plaat dan de beide andere soorten en ontbreekt de "penseelstaart". Morfometrisch lijkt hij het meeste op N. fulvescens.